# Publius Cornelius Scipio Salvito
Pour les articles homonymes, voir Cornelius Scipio.
Publius Cornelius Scipio Salvito est une figure marginale des dernières années de la République romaine.

## Biographie
Il est un obscur membre de la gens Cornelia, la famille de Scipion l'Africain, méprisé selon Suétone pour sa conduite qui l'avait fait surnommé Salvito, surnom dont on ignore la signification. Pline l'Ancien explique ce surnom par la ressemblance physique avec un mime dénommé Salvito.
Pendant la guerre civile entre Pompée et César, il voyage en Afrique du Nord dans le camp de César contre les alliés de Pompée, notamment Juba Ier roi de Numidie.
En 46 av. J.-C., après le meurtre de Pompée en Égypte, la guerre civile atteint un tournant. César et ses légions battent les alliés restants de Pompée, à Thapsus (Afrique du Nord).
Les légions des pompéiens étaient commandées par Metellus Scipion. Pour illustrer l'attitude de César relative aux présages, Suétone et Dion Cassius rapportent qu'il neutralisa la rumeur prétendant qu'un Scipion ne pouvait être vaincu en Afrique, en prennant l'obscur Salvito dans son état-major,. Plutarque rapporte le même épisode, tout en se demandant si César n'a pas voulu se moquer de son adversaire Scipion.
Selon certains historiens, il est l'un des premiers époux de Scribonia, la future femme d'Octavien (le futur Auguste), et mère de Julia.[réf. nécessaire]